# Družba cesarja Viljema
Družba cesarja Viljema, s polnim uradnim imenom Družba cesarja Viljema za spodbujanje znanosti in raziskav (nemško Kaiser-Wilhelm-Gesellschaft zur Förderung von Wissenschaft und Forschung, okrajšano KWG), je bila nemška raziskovalna organizacija na področju naravoslovja in tehnike, ki jo je leta 1911 ustanovila pruska vlada, da bi sledila mednarodnim trendom ustanavljanja od univerz neodvisnih raziskovalnih inštitutov in dopolnila vlogo Kraljeve pruske akademije znanosti. Ime je dobila po cesarju Viljemu II., ki se je aktivno zavzemal za ustanovitev.
Družba je do konca druge svetovne vojne delovala kot krovna organizacija za različne inštitute, raziskovalne postaje in druge raziskovalne enote pod njenim okriljem. Formalno je bila družba neodvisna, tako organizacijsko kot finančno, vendar je bilo nekaj inštitutov ustanovljenih tudi zaradi namenskih donacij ali vpliva posameznih članov. Vodili so jih eminentni nemški znanstveniki, med njimi Walther Bothe, Peter Debye, Albert Einstein, Fritz Haber, Otto Hahn in Werner Heisenberg. Med prvo in drugo svetovno vojno je izvajala tudi raziskave v vojne namene in soprispevala teoretsko zasnovo nacistične ideologije.

## Zgodovina
Ustanovna sredstva v višini deset milijonov mark za zagon družbe so prispevali nemški industrialci, veleposestniki, bankirji in plemiči, pruska vlada pa je donirala posestva v berlinskem okrožju Dahlem in vzpostavila organizacijsko strukturo. Prvi predsednik je bil teolog Adolf von Harnack, podpredsednik industrialec Gustav Krupp von Bohlen und Halbach, blagajnik pa Ludwig Delbrück. 23. oktobra 1912 sta bila ustanovljena prva dva inštituta, Inštitut cesarja Viljema za fizikalno kemijo in elektrokemijo ter Inštitut cesarja Viljema za eksperimentalno terapijo. Do leta 1933 je to število z ustanovitvami in priključitvami naraslo na 22.
Med prvo svetovno vojno je bilo delovanje precej okrnjeno in brez enotne raziskovalne politike. Kljub temu se je več inštitutov preusmerilo na vojaško pomembne raziskave, predvsem Inštitut za fizikalno kemijo in elektrokemijo pod vodstvom Fritza Haberja, kjer so se izvajale intenzivne raziskave bojnih plinov.
Po vojni je Družba cesarja Viljema obdržala ime kljub Viljemovem odstopu. Zaradi inflacije se je znašla v težkem finančnem položaju, ki ga je omilila država z radodarnimi subvencijami in ustanovitvijo zasilnega sklada za sofinanciranje nemške znanosti da bi ostala kompetitivna. Leta 1923 je bila Družba preoblikovana iz pruske v vsenemško, v tem času se je tudi aktivno povezovala s tujimi sorodnimi organizacijami, kot sta ameriški Rockefellerjev sklad in Avstrijska akademija znanosti.
Prihod nacistov na oblast je poslabšal razmere. Zaradi uveljavljanja »arijske« zakonodaje so kljub lobiranju Maxa Plancka morali oditi vsi znanstveniki judovskega porekla, med njimi tudi Fritz Haber. Tudi novi režim ni imel izdelane raziskovalne politike, a je kljub nezaupljivosti do temeljnih raziskav povečal financiranje. Planckov naslednik na direktorskem mestu, Carl Bosch, je uvedel več sprememb v upravi in dal ministru za znanost, izobraževanje in javno šolstvo Bernhardu Rustu široka vodstvena pooblastila. Inštituti so pričeli aktivno delovati v podporo nacistični ideologiji in politiki, vendar je družba kot celota ohranila del avtonomije na račun vplivnih posameznikov, tako da so se nekateri obstoječi programi nadaljevali celo med vojno. Po drugi strani sta leta 1927 ustanovljeni Inštitut za antropologijo, človeško dedovanje in evgeniko ter Inštitut za psihiatrijo pomembno prispevala k rasni politiki Tretjega rajha in programu prisilnih sterilizacij. Znova so se usmerili tudi v raziskave vojaško pomembnih tehnologij. Med pomembnejšimi programi je bil tisti pod Heisenbergovim vodstvom za razvoj jedrskega orožja na Inštitutu cesarja Viljema za fiziko, ki pa do konca vojne ni prinesel konkretnih rezultatov. Poleg pomanjkanja raziskovalcev zaradi vojaške obveznosti so v kasnejših fazah vojne predstavljala težavo tudi redna zavezniška bombardiranja.
Po vojni, leta 1946, je bila Družba cesarja Viljema preoblikovana v Družbo Maxa Plancka (nemško Max-Planck-Gesellschaft), ki je prevzela večino sredstev in funkcij nekdanje družbe in deluje še danes.